# سالوماو كوكسي
سالوماو كوكسي (بالإنجليزية: َSalomão Coxi)‏ (من مواليد 24 يوليو 2002 في أنغولا) هو لاعب كرة قدم محترف يلعب في خط الوسط.